# Милленаризм
Милленаризм (лат. mīllēnārius — «содержащий тысячу») — мировоззрение или убеждения (религиозные, политические) религиозной, социальной или политической группы или движения, связанные с верой в грядущую фундаментальную трансформацию общества, после которой «всё изменится». Милленаризм существует в различных культурах и религиях по всему миру, с различными интерпретациями того, что представляет собой эта трансформация.
Эти движения верят в радикальные изменения в обществе после крупного катаклизма или преобразующего события и не обязательно связаны с представлениями о тысячелетнем Царстве Божием в христианстве. Милленаристские движения могут быть светскими (не поддерживающими определенную религию) или религиозными по своему характеру.
В светском варианте милленаризма Царство Божие становится утопией, совершенным устройством общества. Войны, эпидемии и другие бедствия способствуют популярности милленаристских общественных движений, которые ориентируют последователей не на достижение рационального политического результата, а на бунт против сложившегося порядка жизни и строительство новой жизни после уже случившегося «конца света».

## Милленаризм и милленниализм
Существует различие в терминах «милленаризм»/«милленарианизм» и «милленниализм» (греч. «хилиазм»).
Как пишет Сти́вен Джей Гулд:
- Millennium — от латинского mille, «одна тысяча» и annus, «год» — поэтому две буквы «n». Millenarian — от латинского millenarius, «содержащий тысячу (чего-угодно)» — поэтому только одна «n»[4].

## Милленаризм и хилиазм
Христианский милленниализм, или хилиазм, — учение, в основе которого лежит буквальное толкование пророчества Откр. 20:1-4, говорящего о тысячелетнем Царстве Божием на земле в конце истории.
В эпоху Реформации и позже милленаристские взгляды были распространены достаточно широко, однако они так и не были закреплены в официальном вероучении основных христианских церквей.
Анабаптисты во время Крестьянской войны в Германии и пуританские милленарии во время Английской революции выдвигали идеи преобразования общества и построения «Нового Сиона» на земле, что было осуждено другими направлениями протестантизма. 
Милленаристские взгляды содержались в трудах таких богословов XVI-XVII веков как Томас Брайтман, Джозеф Мид, Генри Арчер, Иоганн Генрих Альстед, Уильям Твисс, Бенджамин Уичкот, Ральф Кедворт, Генри Мор. Исаак Ньютон верил, что нашел ключ к библейским пророчествам; его версия милленаризма положила начало целой традиции эсхатологии.
К XX веку представления о тысячелетнем царстве Христа анабаптистами, адвентистами, свидетелями Иеговы и другими близкими к ним направлениями были вытеснены за пределы земной истории, что было противоположностью идеям достижения «новой земли и нового неба» через социальную революцию.